# UR-AK49
UR-AK49 je lek koji se koristi u naučnim istraživanjima, i koji deluje kao potentan antagonist za neuropeptid Y / pankreasnom polipeptidnom receptoru Y4, i koji je takođe parcijalni agonist histaminskih receptora H1 i H2. UR-AK49 je čist antagonist na Y4 bez parcijalnog agonistnog dejstva, i mada je samo neznatno selektivniji za Y4 u odnosu na srodne Y1 i Y5 receptore, kao prvi ne-peptidni Y4 antagonist očekuje se da će UR-AK49 biti koristan u ispitivanjima tog receptora i njegove uloge u telu.

## Literatura
1. ↑  Xie SX, Kraus A, Ghorai P, Ye QZ, Elz S, Buschauer A, Seifert R (2006). „N1-(3-cyclohexylbutanoyl)-N2-[3-(1H-imidazol-4-yl)propyl]guanidine (UR-AK57), a potent partial agonist for the human histamine H1- and H2-receptors” (PDF). The Journal of Pharmacology and Experimental Therapeutics. 317 (3): 1262—8. PMID 16554355. doi:10.1124/jpet.106.102897.
2. ↑  Ziemek R, Schneider E, Kraus A, Cabrele C, Beck-Sickinger AG, Bernhardt G, Buschauer A (2007). „Determination of affinity and activity of ligands at the human neuropeptide Y Y4 receptor by flow cytometry and aequorin luminescence”. Journal of Receptor and Signal Transduction Research. 27 (4): 217—33. PMID 17885919. doi:10.1080/10799890701505206.

## Spoljašnje veze
|  | Molimo Vas, obratite pažnju na važno upozorenje u vezi sa temama iz oblasti medicine (zdravlja). |